# Hyacinthe-Hughes Timoléon de Cossé-Brissac
Hyacinthe Hugues Timoléon de Cossé-Brissac, duque de Cossé, (Paris, 8 de novembro de 1746 - Paris, 19 de junho de 1813) foi um militar e político francês dos séculos XVIII e XIX.

## Biografia
Nasceu na antiga casa de Cossé-Brissac, cujo lema: "Virtate, tempore", é lido no frontão do castelo de Brissac, e cujo nome havia sido ilustrado por quatro marechais da França.
Marechal de campo do rei Luís XVI em 1788, tenente-general em 1791, foi preso por um tempo em 1793.
Reunido com o Império, tornou-se camareiro de Madame-Mère, mãe de Napoleão I. O imperador nomeou-o em 19 de agosto de 1807, um membro do Senado Conservador, onde ele se sentou até a sua morte.
Em 8 de abril de 1808, ele foi criado Conde do Império.
Hyacinthe Hugues Timoléon, duque de Cossé, morreu em Paris em 19 de junho de 1813. Ele descansa no Panteão de Paris.
A duquesa d'Abrantes nos dá um retrato pouco lisonjeiro:
"Ele era o melhor dos homens, educado, doce e o mais inofensivo que já existiu no mundo. Ele era feio, velho e um pouco corcunda; Eu até acho que ele era tão ... Ele geralmente tinha cólica e era, portanto, obrigado a sair pelo menos quinze vezes da sala de estar de Madame quando ele estava de plantão. Essa abertura e fechamento da porta agiu sobre os nervos de Madame e inspirou-a com uma espécie de antipatia contra o pobre sr. De Brissac, especialmente para o espetáculo que a coisa era insustentável. No entanto, quando ele saiu, não havia nada a temer além da corrente de ar; mas quando ele não saiu, oh! então foi realmente trágico. "